# ジネッタ・G61-LT-P3
ジネッタ・G61-LT-P3は、フランス西部自動車クラブ（ACO）のル・マン・プロトタイプ3（LMP3）規定に沿って作られた、スポーツプロトタイプカーである。ジネッタ・カーズによって設計、製造された。この車はジネッタ初のLMP3マシンである、ジネッタ・ジュノ P3-15の後継車。このマシンは旧型からアップグレードすることができ、ヨーロピアン・ル・マン・シリーズ、2021年からウェザーテック・スポーツカー選手権など、世界中の選手権で参戦資格を得ることができるように設計されている。マシンは、2019年のル・マン24時間レースウィークに発表され、競合他社のマシンとともに公開された。

## 開発
2018年5月23日、ACOは新しいシャーシモデル、2020年第2世代のLMP3規定の概要を発表した。リジェ、デュケーヌ、アデス・AG、ジネッタの4社が、新しいルールセットに承認されたメーカーとして発表された。 2019年2月7日、ACOは新しい第2世代のLMP3 レギュレーションを発表し、2021年までに完全に施行される予定で、2020年から2024年まで新しいマシンでレースを行う。
新スーパーカー、ジネッタ・アクーラからのスタイリングの手がかりが車のボディワークに組み込まれつつ、ボディワークは、ジネッタ・G60-LT-P1プログラムチームによって開発された。
2019年12月16日、マシンはすでに英国内のいくつかのトラックで 2,000 km 以上のテストを完了して、ジネッタのファクトリードライバーと、Gen1 LMP3でのレース経験のあり、他社の Gen2 LMP3でもテスト経験のある他のドライバーにもテストされた。